# Wormaldia planae
Wormaldia planae là một loài Trichoptera trong họ Philopotamidae. Loài này komt voor in het Neotropisch en het Nearctisch gebied.